# Samuel Marshall
Samuel Marshall (... – 1823) è stato un giurista britannico.

A treatise on the law of insurance, 1802 (Fondazione Mansutti, Milano).

È noto per l'opera A treatise on the law of insurance, ritenuta tra le migliori sull'assicurazione marittima. La prima edizione è stata pubblicata nel 1802 a Londra, ma fu stampata soli tre anni dopo anche negli Stati Uniti d'America. Il terzo e il quarto libro dell'opera furono tradotti in francese da Hippolyte Alphonse Quénault, che li incluse nel suo Traité des assurances terrestres. Nel libro Marshall espone le norme dell'epoca in modo analitico e conciso, basandosi su testi inglesi e in altre lingue.
Nel 1823 a Boston fu pubblicato, con il medesimo titolo, A treatise on the law of insurance, opera del giurista Willard Phillips, anch'esso dedicato alle assicurazioni e di livello comparabile all'opera di Marshall.